# 嵛山镇

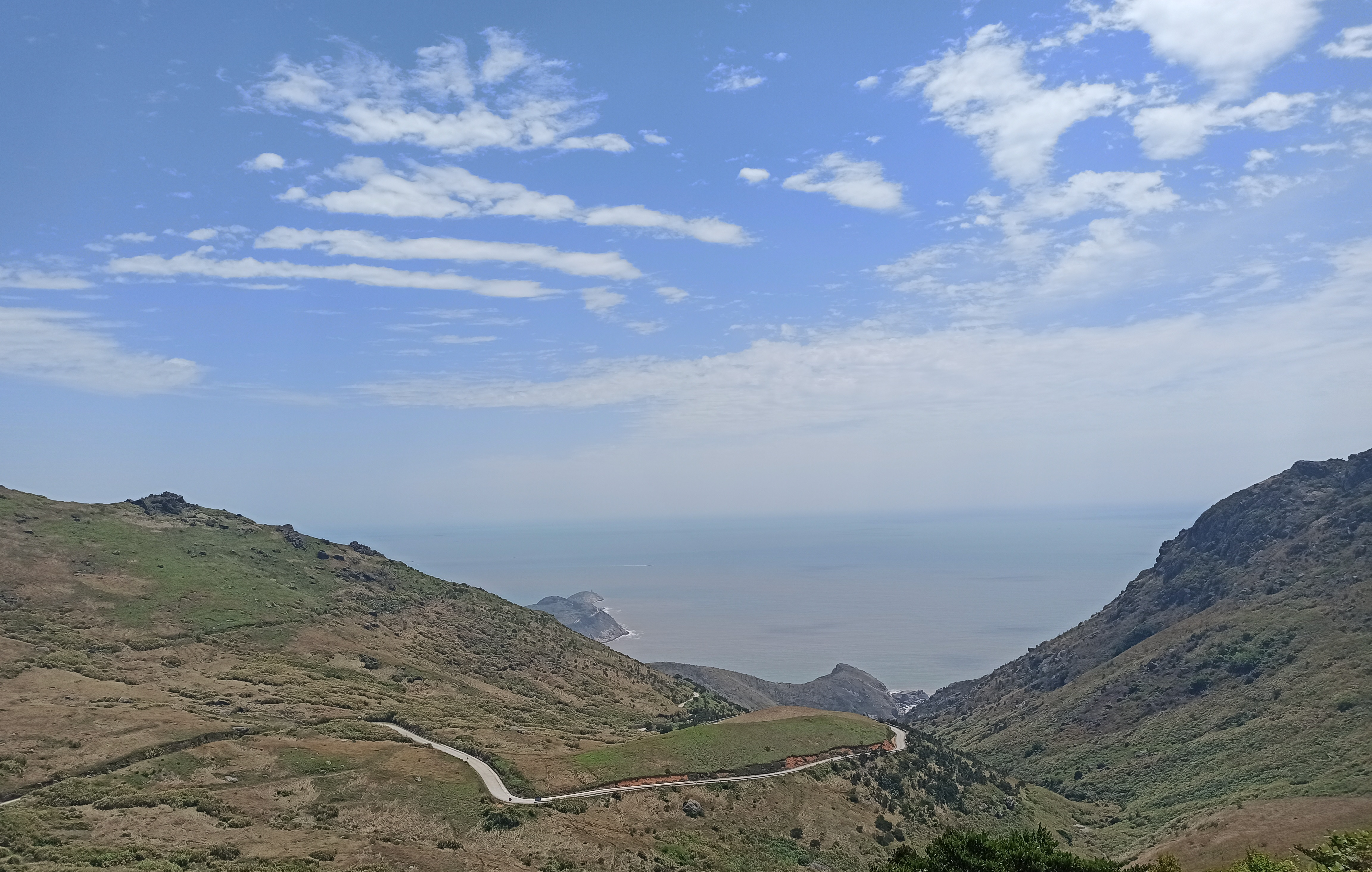
大嵛山岛

嵛山镇是中华人民共和国福建省宁德市福鼎市下辖的一个乡镇级行政单位，由大嵛山岛和附近小岛组成。

## 行政区划
嵛山镇下辖以下地区：
马祖村、鱼鸟村、东角村、灶澳村和芦竹村。